# Romain Bonnaud
Romain Bonnaud (19 de mayo de 1981) es un deportista francés que compitió en vela en la clase 470. Ganó una medalla de oro en el Campeonato Europeo de 470 de 2006.

## Palmarés internacional
| \| Campeonato Europeo \| Campeonato Europeo \| Campeonato Europeo \| Campeonato Europeo \| \| Año \| Lugar \| Medalla \| Clase \| \| ------------------ \| ---------------------- \| ------------------ \| ------------------ \| \| 2006 \| Balatonfüred (Hungría) \| Medalla de oro \| 470 \| |                        |                |       |
| Campeonato Europeo |                        |                |       |
| Año | Lugar                  | Medalla        | Clase |
| 2006 | Balatonfüred (Hungría) | Medalla de oro | 470   |